# Tubature (singolo)
Tubature è un singolo del cantautore italiano Giorgio Poi, pubblicato il 2 dicembre 2016 come secondo estratto dall'album Fa niente.

## Video musicale
Il videoclip del brano, diretto da Francesco Lettieri, è stato pubblicato contestualmente all'uscita del singolo sul canale YouTube di Bomba Dischi.

## Tracce
Testi e musiche di Giorgio Poi.
1. Tubature – 5:13